# Pasquale Marrazzo
Pasquale Marrazzo (* 11. Oktober 1961 in Sant’Antimo) ist ein italienischer Filmregisseur, Drehbuchautor und Filmproduzent.
Marrazzo, der seit seinem fünften Lebensjahr in Mailand lebt, besuchte das Teatro Nuovo, an dem er auch spielte und als Regieassistent wirkte. An der Universität der Stadt legte er 1992 als Abschlussarbeit ein Werk über Wim Wenders vor und debütierte mit dem Kurzfilm Existente. Sein Langfilmerstling von 1999, Male mare, kam über einige Festivaleinsätze nicht hinaus. Im neuen Jahrtausend folgten drei Filme, die mäßigen Erfolg hatten, aber auf Festivals ausgezeichnet wurden.

## Filmografie
- 1999: Male mare
- 2001: Asuddelsole
- 2005: Anime veloci
- 2009: Sogno il mondo di venerdi